# Bactridium nanus
Bactridium nanus es una especie de coleóptero de la familia Monotomidae.

## Distribución geográfica
Habita en Carolina (Estados Unidos).